# Toray Pan Pacific Open 2010 - Doppio
Il doppio  del Toray Pan Pacific Open 2010 è stato un torneo di tennis facente parte del WTA Tour 2010.
Alisa Klejbanova e Francesca Schiavone erano le detentrici del titolo, ma entrambe hanno partecipato con partner differenti.
La Kleybanova ha fatto coppia con Hsieh Su-wei, ma ha perso nel 1º turno contro la Benešová e la Záhlavová-Strýcová, mentre la Schiavone ha fatto coppia con Tathiana Garbin, ma è stata costretta al ritiro nel match di quarti di finale contro  Lisa Raymond e Rennae Stubbs.
Iveta Benešová e Barbora Záhlavová-Strýcová hanno battuto in finale Shahar Peer e Peng Shuai con il punteggio di 6–4, 4–6, [10–8].

## Teste di serie
1. Gisela Dulko /  Flavia Pennetta (quarti di finale)
2. Květa Peschke  /  Katarina Srebotnik (quarti di finale)

1. Chan Yung-jan /  Liezel Huber (semifinali)
2. Vania King /  Jaroslava Švedova (primo turno)

## Tabellone

### Legenda
| - Q = Qualificato - WC = Wild card - LL = Lucky loser | - ALT = Alternate - SE = Special Exempt - PR = Protected Ranking | - w/o = Walkover - r = Ritirato - d = Squalificato |